# Johann Philipp von Wurzelbauer
Johann Philipp von Wurzelbauer, nemški astronom, * 1651, Nürnberg, Nemčija, † 1725.

## Priznanja
Poimenovanja
Po njem se imenuje krater Wurzelbauer na Luni, ki ga je okoli leta 1800 tako imenoval Schröter.